# Creuse (departement)
Creuse (23) is een Frans departement, gelegen in de Nouvelle-Aquitaine, dat zijn naam ontleent aan de rivier de Creuse.

## Etymologie
Het departement is genoemd naar de gelijknamige rivier, die van zuidoost naar noordwest het departement doorkruist. De naam is misschien uit het Keltische woord 'croso' maar meer waarschijnlijk uit het Latijnse woord 'creux' afkomstig. Het departement draagt die naam sinds 1790.

## Geschiedenis
Het departement was een van de 83 departementen die werden gecreëerd tijdens de Franse Revolutie, op 4 maart 1790, door uitvoering van de wet van 22 december 1789. Het beslaat ongeveer het gebied van de voormalige provincie Marche. Het departement was onderdeel van de regio Limousin tot deze op 1 januari 2016 werd opgeheven.

### Prehistorie
In het departement zijn sporen van bewoning te vinden, in de vorm van pijlpunten, stenen messen, enzovoort, die uit het paleolithisch tijdperk dateren. Echte grote vondsten betreffen de periode na 8000 v.Chr. Vooral dolmen en menhirs trekken de aandacht. In het jaar 52 v.Chr. brak de Gallo-Romeinse periode aan. In deze periode ontstonden veel nederzettingen; deze nederzettingen zijn nog te herkennen aan plaatsnamen die eindigen met -ac  (bijvoorbeeld Blessac). De plaatsnamen met de uitgang op -eix dateren, in tegenstelling tot wat vaak gedacht wordt, niet uit dit tijdperk, maar zijn pas in de 18e eeuw ontstaan.

### Invasies van de Germanen
Na 275 volgden de invasies van de Germanen. Zij verwoestten in heel Frankrijk, dat toen nog deel uitmaakte van Gallië, talloze Romeinse monumenten. De Romeinen kwamen onder leiding van Probus nog even terug, maar na 282 liep hun tijd langzaam ten einde. Vele Germaanse stammen drongen Frankrijk binnen, zelf opgejaagd door de Hunnen uit het oosten. Na 419 stond de streek onder heerschappij van de Visigoten en tussen 472 en 476 viel voor de Romeinen definitief het doek. In 507 verdreef een Frankisch leger onder leiding van koning Clovis I de Visigoten. Na de dood van Clovis volgde een groot aantal wisselingen van de macht. In 714 kwamen zelfs de Omajjaden tot in de Creuse. Daarna brak het Karolingische tijdperk aan en Karel de Grote bracht tot twee keer een bezoek aan de streek. Na diens dood in 814 kwam de Creuse onder de heerschappij van Aquitanië. In de 10e eeuw ontstond het graafschap La Marche.

### Moderne tijd
Na de oprichting van het departement Creuse ontstond een strijd tussen Guéret en Aubusson over de titel van hoofdstad. Men kwam overeen die titel om de beurt aan beide steden te geven, maar deze oplossing is nooit tot uitvoering gebracht. De andere steden betwistten de administratieve macht van Guéret en Aubusson en er ontstonden zeven administratieve hoofdsteden in het district (Aubusson, Felletin, Guéret, Boussac, La Souterraine en Bourganeuf; de laatste zetel werd betwist door Évaux en Chambon).
Gedurende de 19e eeuw werd er orde op zaken gesteld: Guéret werd prefectuur (hoofdstad) en er kwamen drie onder-prefecturen: Aubusson, Bourganeuf en Boussac (de laatste twee raakten deze zetel in 1926 kwijt). In 1792 namen een paar dorpen revolutionaire namen aan zoals "Feyre-la -Liberté" en "Evaux-la-Fraternité", maar men keert al spoedig weer terug naar de oude namen.
De val van het Keizerrijk en de Restauratie brachten in de Creuse niet veel opwinding teweeg. In de Creuse maakte men zich vooral zorgen over het dagelijkse leven. Koning Lodewijk XVIII maakt zich voornamelijk zorgen over een zich nog steeds voortzettende trouw aan de keizer in Frankrijk. In 1817 verordonneerde hij een onderzoek naar gedecoreerden met het Legioen van Eer. Dit waren voornamelijk eenvoudige soldaten en onderofficieren. Zij vormden de bodem onder de Napoleontische beweging die haar macht van 1848 tot 1852 toonde. Onder hen de metselaars, die in Frankrijk een grote naam hebben gemaakt; mannen van boerenafkomst, die in de Creuse geen werk meer konden vinden. De Creuse was toen een zeer arm gebied. Met de revolutie in 1848 verandert de opinie in de Creuse van bonapartisch en republikeins in een veel radicalere socialistische richting. Nadien wordt de Creuse ook wel het "rode departement" genoemd.
De armoede in de 18e en 19e eeuw veroorzaakte een uittocht uit de Creuse. De metselaars van de Creuse trokken naar Parijs of andere streken van Frankrijk, waar zij meewerkten aan belangrijke bouwwerken. Zij keerden enkel in de wintermaanden naar huis terug. In streken van de Creuse vertrok de helft tot twee derde van de mannelijke beroepsbevolking zo negen maanden op de twaalf naar elders om te werken in de bouw. Zij waren zeer bewust bezig met hun werk, maar ontwikkelden wel progressieve sympathieën. Zij namen deel aan de Julirevolutie in 1830, de Arbeidersopstanden van 1832 en 1834 en de Februarirevolutie in 1848. Veel metselaars leerden lezen en schrijven, of luisterden naar verhalen. De opgedane kennis namen zij mee terug naar de Creuse, waar zij die kennis verspreidden. Een kleine groep intellectuelen begon hun ideeën over te nemen. George Sand, een bekend schrijfster, was een van hen. In 1848 ging het hart in de Creuse, zoals in heel Frankrijk, voornamelijk uit naar de republiek. Maar de presidentiële verkiezingen in december 1848 gaven een grote meerderheid aan Lodewijk Napoleon Bonaparte. In de Creuse kreeg hij 94,9% van de stemmen. In 1852 ratificeerde de Creuse de terugkeer naar het Keizerrijk. Er heerste dus een zeker dualisme in de Creuse.
Na de nederlaag bij Sedan werd Martin Nadaud door Gambetta tot prefect van de Creuse benoemd. In Parijs werden enkele mensen uit de Creuse aangehouden wegens linkse ideeën. Dat gebeurde overigens met meer arbeiders. Zij werden ervan verdacht geheuld te hebben met het populistische gedachtegoed. In de Creuse gingen de republikeinse ideeën meer en meer overheersen. Maar pas omstreeks het jaar 1900 ontwikkelden de republikeinse ideeën zich tot socialistische. Op gang gebracht tijdens het Tweede Keizerrijk, zette de ontkerstening zich door. De redenen waren divers. De metselaars waren overgestapt op materialistische ideeën, die ze hadden opgedaan tijdens hun reizen. De republikeinse sympathieën namen toe, en de anti-religieuze gevoelens ook; men werd zelfs antiklerikaal. Deze ontwikkeling vond zijn hoogtepunt tijdens de aanname van de wet op de scheiding van kerk en staat (1901-1905). Het communisme kreeg veel aanhang, vooral in de crisisjaren van de jaren 30.
In de oorlog bleef het merendeel van de bevolking onverschillig voor de politieke ontwikkelingen. Een aanzienlijk deel van de Creuse was voor Pétain, die op 21 juni 1941 enthousiast werd ontvangen in Aubusson en Guéret. Die houding wijzigde zich pas na de invoering in 1943 van een wet die de mannen verplicht te gaan werken in Duitsland. De Maquis kreeg een grote toeloop van jonge mensen, die er weinig voor voelen voor de Duitse oorlogsindustrie te gaan werken. In april 1943 werd voor de eerste maal een wapendropping ten behoeve van de Maquis uitgevoerd bij Naillat. Op 24 en 25 juni 1944 werd de Creuse bevrijd.
Na de oorlog mochten de vrouwen in Frankrijk voor de eerste maal stemmen. Hun stemrecht temperde het succes van de communisten wat. Bij de verkiezingen van 1945 werden de communisten in de Creuse met 33,1% de grootste partij. In 1956 kregen de communisten zelfs bijna 47 % van de stemmen. In de jaren tachtig werd de socialistische partij het grootst. In 1993 veranderde de situatie toen de twee zittende socialistische afgevaardigden werden verslagen. Dat werd veroorzaakt door de tegenstand van de agrarische bevolking tegen het Verdrag van Maastricht.
De economie in de Creuse blijft gedomineerd worden door de landbouw. Ook de ontvolking doet zich gelden. Veel jongeren, die geen werk vinden in de landbouw, trekken weg. Sinds 1980 neemt de bevolking van de belangrijkste steden sterk af.

## Geografie
Creuse is omgeven door de departementen Corrèze, Haute-Vienne, Allier, Puy-de-Dôme, Cher en Indre.
Creuse bestaat uit 2 arrondissementen:
- Aubusson
- Guéret

Creuse bestaat uit 15 kantons:
- Kantons van Creuse

Creuse bestaat uit 260 gemeenten:
- Lijst van gemeenten in het departement Creuse

De Creuse ligt in de zogenaamde "Diagonaal van de leegte".

## Demografie
De inwoners van Creuse heten Creusois.

### Demografische evolutie sinds 1962
| Naam       | Index 1962 | Index 1968 | Index 1975 | Index 1982 | Index 1990 | Index 1999 | Index 2008 | Index 2019 |
| ---------- | ---------- | ---------- | ---------- | ---------- | ---------- | ---------- | ---------- | ---------- |
| Creuse     | 100,0      | 95,9       | 89,4       | 85,6       | 80,3       | 76,1       | 75,8       | 71,3       |
| Frankrijk* | 100,0      | 107,1      | 113,3      | 117,0      | 121,9      | 126,0      | 133,8      | 140,1      |

| Naam       | Inw./Km² 1962 | Inw./km² 1968 | Inw./km² 1975 | Inw./km² 1982 | Inw./km² 1990 | Inw./km² 1999 | Inw./km² 2008 | Inw./km² 2019 |
| ---------- | ------------- | ------------- | ------------- | ------------- | ------------- | ------------- | ------------- | ------------- |
| Creuse     | 29,4          | 28,2          | 26,3          | 25,2          | 23,6          | 22,4          | 22,3          | 21,0          |
| Frankrijk* | 84,2          | 90,1          | 95,4          | 98,5          | 102,7         | 106,1         | 112,7         | 119,7         |

Frankrijk* = exclusief overzeese gebieden
Bron: Recensement Populaire INSEE - 1962 tot 1999 population sans doubles comptes, nadien Population Municipale
Op 1 januari 2022 had Creuse 115.529 inwoners.

### De 10 grootste gemeenten in het departement
| #  | Gemeente                   | Aantal inwoners (2022) |
| -- | -------------------------- | ---------------------- |
| 1  | Guéret                     | 12.814                 |
| 2  | La Souterraine             | 4.928                  |
| 3  | Aubusson                   | 3.036                  |
| 4  | Sainte-Feyre               | 2.531                  |
| 5  | Bourganeuf                 | 2.408                  |
| 6  | Saint-Sulpice-le-Guérétois | 1.901                  |
| 7  | Saint-Vaury                | 1.729                  |
| 8  | Gouzon                     | 1.565                  |
| 9  | Felletin                   | 1.552                  |
| 10 | Ahun                       | 1.442                  |

## Afbeeldingen

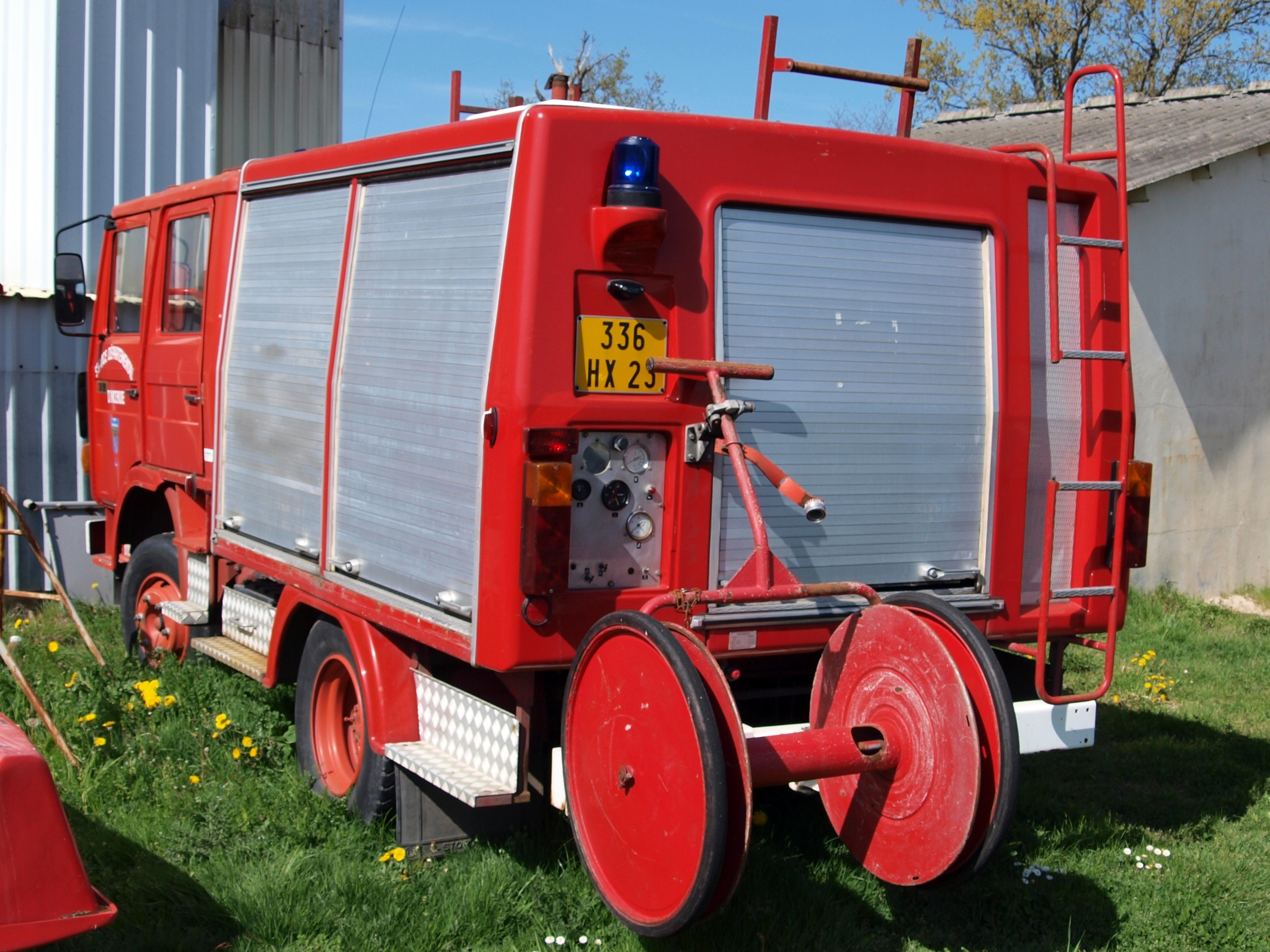
Brandweerwagen in Creuse, type Berliet 130 B9
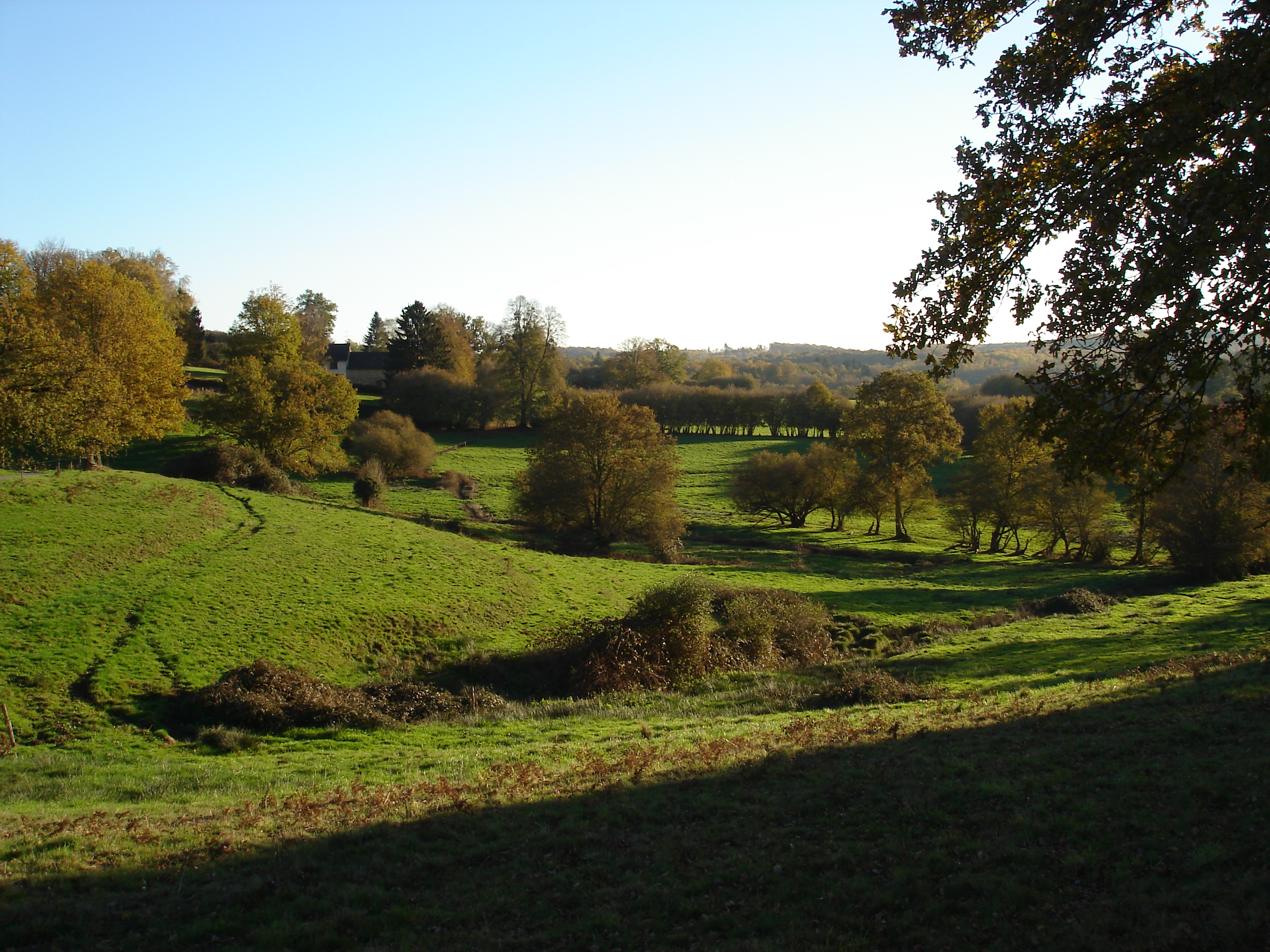
Typisch landschap van West-Creuse
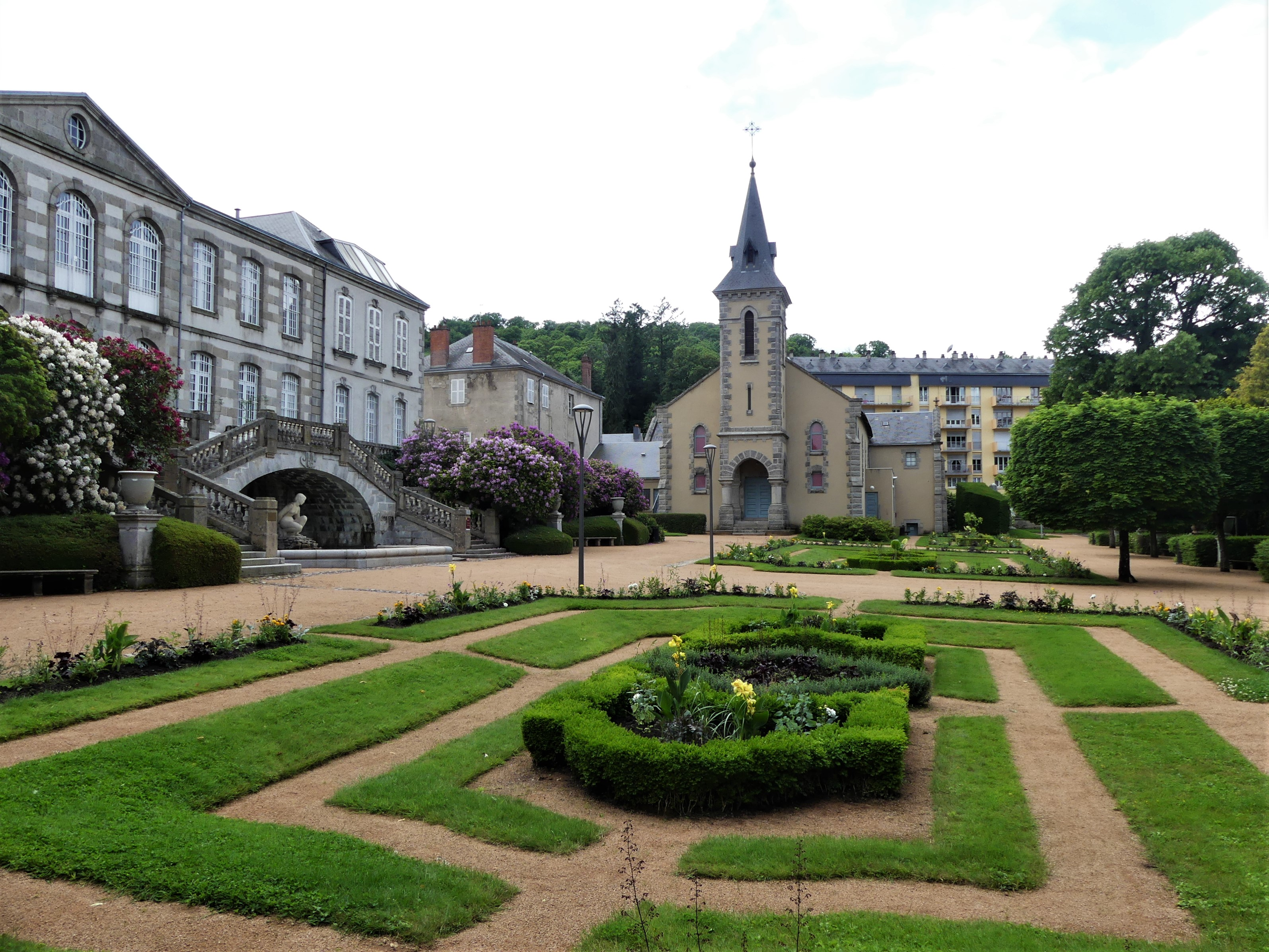
Guéret
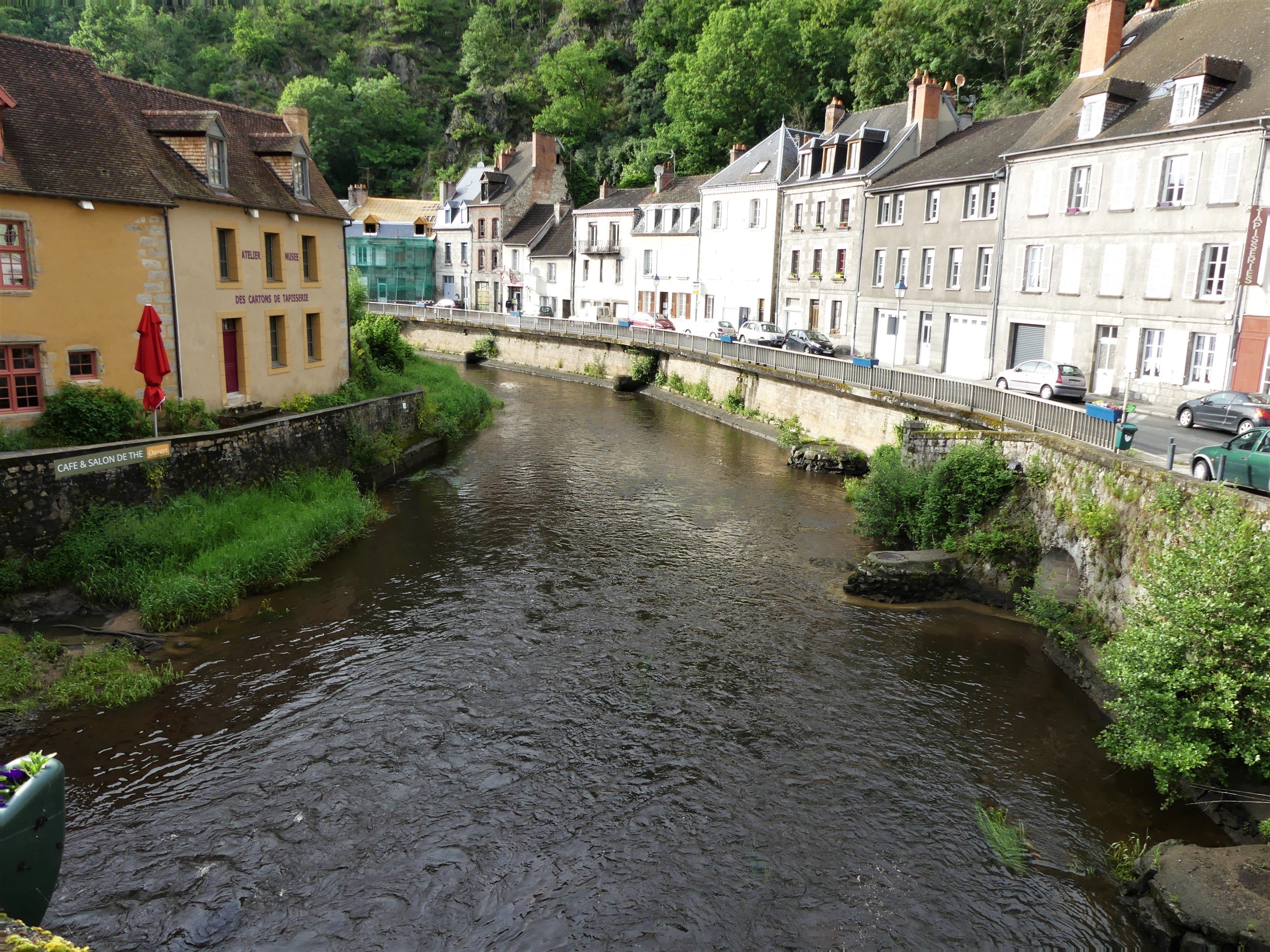
Aubusson
De Creuse bij Crozant